# Municipalità regionale della contea di Témiscamingue
La municipalità regionale di contea di Témiscamingue è una municipalità regionale di contea del Canada, localizzata nella provincia del Québec, nella regione di Abitibi-Témiscamingue.
Il capoluogo è Ville-Marie.

## Città principali
- Belleterre
- Témiscaming
- Ville-Marie